# Cascina Andreola
La cascina Andreola è una cascina posta nel territorio comunale di Pieve Fissiraga. Costituì un comune autonomo fino al 1841.

## Storia
La cascina Andreola deriva il suo nome dalla nobile famiglia lodigiana degli Andreoli; in seguito cambiò più volte proprietari, fra i quali si segnala nel XVII secolo il vescovo Seghizzi.
La cascina Andreola, con la limitrofa frazione Malguzzana, costituiva un comune del contado di Lodi. In età napoleonica (1809) il comune di Andreola venne soppresso e aggregato al limitrofo comune di Fissiraga; recuperò l'autonomia con l'istituzione del Regno Lombardo-Veneto.
Nel 1841 il comune di Andreola venne soppresso definitivamente e aggregato a Campolungo, seguendone le sorti fino al 1879; in tale data la frazione di Andreola passò al nuovo comune di Pieve Fissiraga.